# Thomas Vũ Đình Hiệu
Thomas Vũ Đình Hiệu (ur. 30 października 1954 w Ninh Mỹ) – wietnamski duchowny rzymskokatolicki, od 2013 biskup Bùi Chu.

## Życiorys
Święcenia kapłańskie przyjął 22 stycznia 1999 i został inkardynowany do diecezji Xuân Lộc. Po święceniach rozpoczął pracę w kurii, zaś w latach 2000-2006 studiował w Tuluzie. Od 2006 kanclerz kurii.
25 lipca 2009 został prekonizowany biskupem pomocniczym Xuân Lộc ze stolicą tytularną Bahanna. Sakry biskupiej udzielił mu 10 października 2009 bp Dominique Nguyễn Chu Trinh.
24 grudnia 2012 otrzymał nominację na biskupa koadiutora Bùi Chu. Rządy w diecezji objął 17 sierpnia 2013 po śmierci poprzednika.